# Jaime González Taboada
Jaime González Taboada (Madrid, 30 de octubre de 1969) es un político español del Partido Popular, diputado de la Asamblea de Madrid desde junio de 2015, en 2017 accedió al cargo de senador, designado por el parlamento autonómico. Actualmente es el presidente del Partido Popular en el distrito de Chamberí.
Previamente ha ocupado cargos públicos tales como alcalde de Berzosa del Lozoya en el período 1991-1995, alcalde de Estremera entre 1995 y 1999, secretario general de la Federación de Municipios de Madrid, director general de Cooperación con la Administración Local de la Comunidad de Madrid desde 2003 hasta 2015, diputado de la Asamblea de Madrid en la viii legislatura y consejero de Medio Ambiente, Administración Local y Ordenación del Territorio de la Comunidad de Madrid desde 2015 hasta su cese en 2017. Desde marzo de 2017 hasta la dimisión de Cristina Cifuentes como presidente del Partido Popular de Madrid ejerció como coordinador general.

## Biografía
Nació en el barrio de Salamanca de Madrid el 30 de octubre de 1969. 

### Estudios
Prensa escrita de 1991 relata que estudió informática, no obstante la página de la Asamblea de la Comunidad de Madrid indica que Taboada es gemólogo aunque se desconoce dónde cursó estudios mientras que en la página de la Comunidad de Madrid se omite cualquier referencia sobre su trayectoria académica. 
Tras su nombramiento como consejero la web de la Asamblea le adjudicó ser licenciado en Derecho por la Universidad Autónoma de Madrid (UAM). La licenciatura virtual le duró poco más de 1 mes cuando denunciaron que Taboada no tiene la citada licenciatura, ni ninguna otra.
En la web de su Consejería, se señala que “ha realizado numerosos cursos de especialización en Administración Local, así como cursos de Política Internacional y otras materias formativas”. Y en la web del Partido Popular se pone el acento en su rica y variada trayectoria dentro del PP y en particular, en los numerosos cargos públicos ocupados.

### Trayectoria política
En 1980, a los once años de edad, se acercó a la política mediante las juventudes de Alianza Popular, más tarde, entre 1987 y 1991, a los diecinueve años ejerció como vocal vecino del distrito de Tetuán en Madrid.
En las elecciones municipales de 1991 fue elegido alcalde de Berzosa del Lozoya gracias a los 12 votos de los 73 vecinos, la prensa de la época recoge la polémica desatada por ser elegido alcalde alguien que no vivía en el municipio, en ese mismo año, 1991, y hasta 1998 compaginó las alcaldías conseguidas con el puesto de responsable de Cultura de la Junta Municipal de Barajas. Compatibilizando este último cargo consiguió ganar en 1995 la alcaldía de Estremera, famosa por el Centro Penitenciario Madrid VII.
Más tarde, en 1999, Taboada formó parte de la candidatura del PP al Ayuntamiento de Pozuelo de Alarcón, siendo nombrado teniente de alcalde hasta 2003. El 4 de diciembre de ese mismo año fue nombrado director general de Cooperación con la Administración Local por Esperanza Aguirre. Cuando ella dimitió como presidenta de la comunidad autónoma en 2012, el nuevo presidente Ignacio González le ratificó en el puesto hasta 2015.

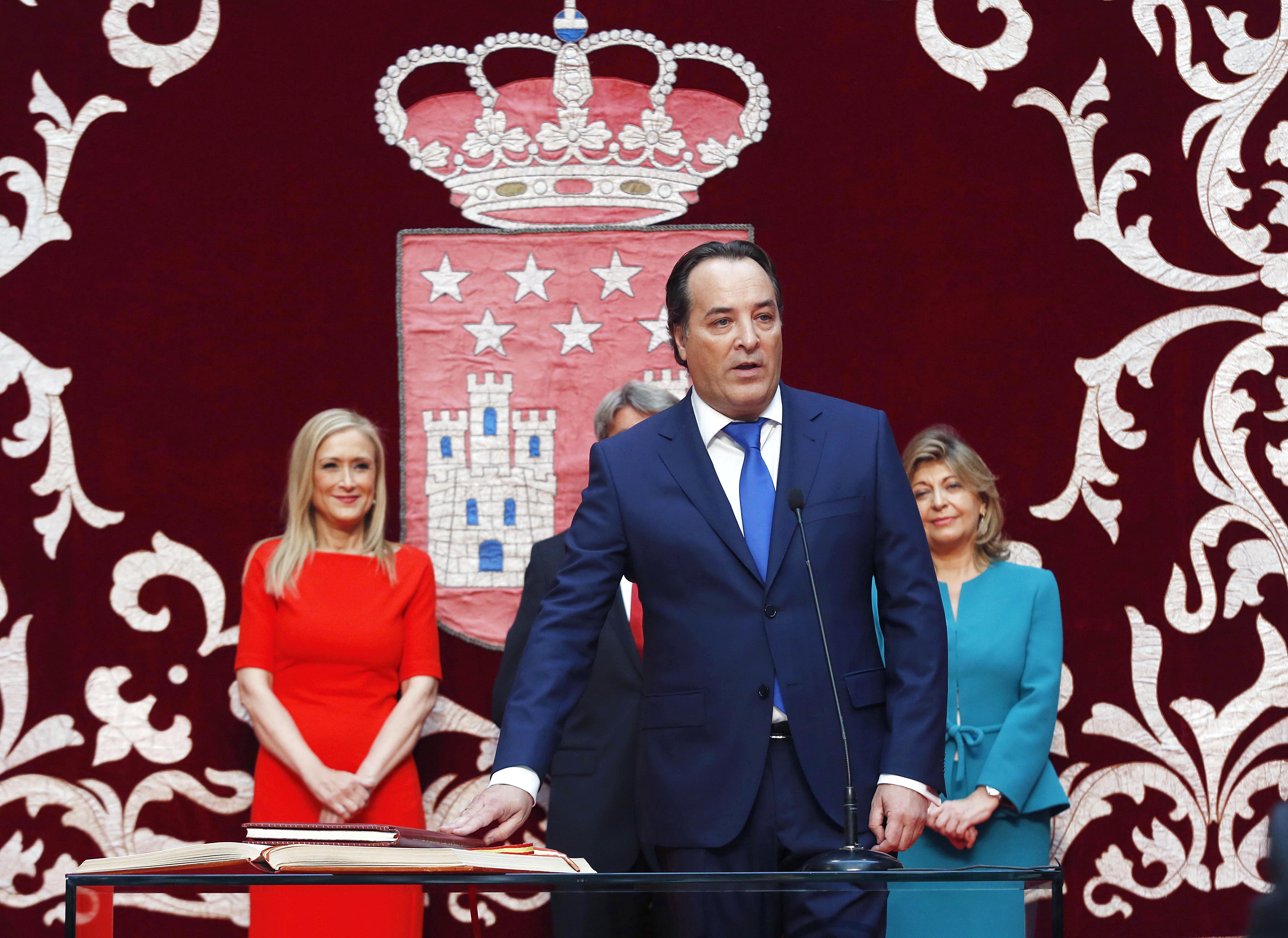
Tomando posesión como consejero del gobierno de la Comunidad de Madrid

Además Jaime González Taboada ha compatibilizado cargos con la condición de diputado autonómico en la viii legislatura, 2007-2011, siendo también coordinador general de la Federación de Municipios de Madrid. Desde 2015 es diputado de la Asamblea de Madrid y consejero de Medio Ambiente, Administración Local y Ordenación del Territorio del Gobierno de Cristina Cifuentes. El 23 de septiembre de 2017 es cesado a petición propia al ser vinculado su nombre con la Operación Púnica, aunque no llegó a ser imputado. Desde el día 10 de octubre de 2017 es designado por la Asamblea de Madrid y con el voto en contra de Podemos como senador por designación autonómica.
En lo que se refiere a cargos dentro del PP también tiene bagaje, en 2016 es vicesecretario de Territorial de la Comisión Gestora del PP de Madrid, presidida por Cifuentes, tras las elecciones internas en las que resulta ganadora Cristina Cifuentes es nombrado coordinador general del PP Madrileño y desde 2017 es miembro del Comité Ejecutivo Nacional del PP.
Está casado y con hijos.

## Declaración patrimonial pública
En cuanto a las retribuciones percibidas, según su declaración de IRPF de 2016 han ascendido a 100 556,10 €, cantidad que corresponde con su sueldo de consejero de la Comunidad de Madrid.
Durante su etapa de director general de Cooperación con la Administración Local sus ingresos brutos anuales fueron de 93 855,00 €,  además de que por parte de la Comunidad de Madrid disponía de salario en especie como el coche oficial, móvil corporativo y gastos de representación.
Más allá de las retribuciones dinerarias, González Taboada declara ser propietario en régimen de compraventa (gananciales) de 2 inmuebles y una plaza de garaje. Además de haber recibido, vía herencia, participación en otros 7 inmuebles, 3 plazas de garaje, 68 fincas rústicas y un solar. Declaración Patrimonial Comunidad de Madrid
Declara una inversión de 82 595,92 € en planes de pensiones y dos préstamos hipotecarios de 56 531,46 € y 79 328,78 €. Declaración de la renta Comunidad de Madrid